# Gymnocypris chilianensis
Gymnocypris chilianensis és una espècie de peix cipriniforme de la família dels ciprínids que es troba a la Xina.